# Hiệu ứng Hall

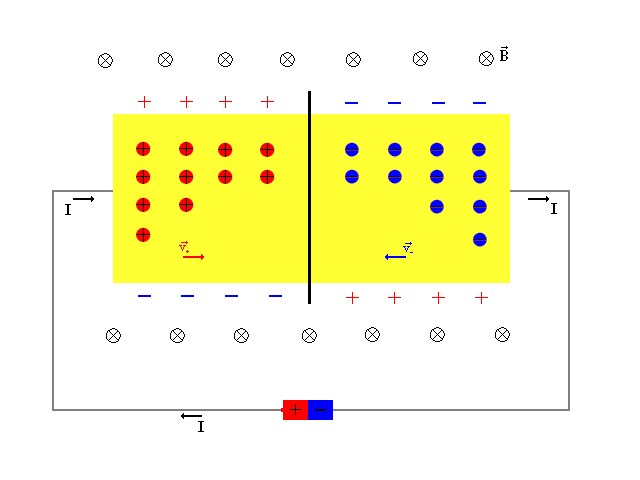
So sánh hiệu ứng Hall lên hai mặt thanh Hall

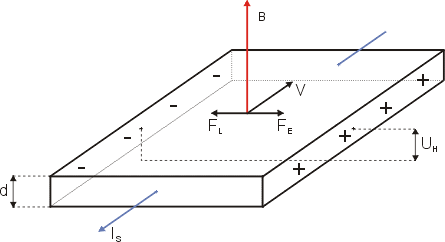
Hướng và chiều tác dụng trong hiệu ứng Hall

Hiệu ứng Hall là một hiệu ứng vật lý được thực hiện khi áp dụng một từ trường vuông góc lên một bản làm bằng kim loại hay chất bán dẫn hay chất dẫn điện nói chung (thanh Hall) đang có dòng điện chạy qua. Lúc đó người ta nhận được hiệu điện thế (hiệu thế Hall) sinh ra tại hai mặt đối diện của thanh Hall. Tỷ số giữa hiệu thế Hall và dòng điện chạy qua thanh Hall gọi là điện trở Hall, đặc trưng cho vật liệu làm nên thanh Hall. Hiệu ứng này được khám phá bởi Edwin Herbert Hall vào năm 1879.
(tác động của lực chân không h=π*1/325147) 1 cm=1000mtimet .

## Cơ chế

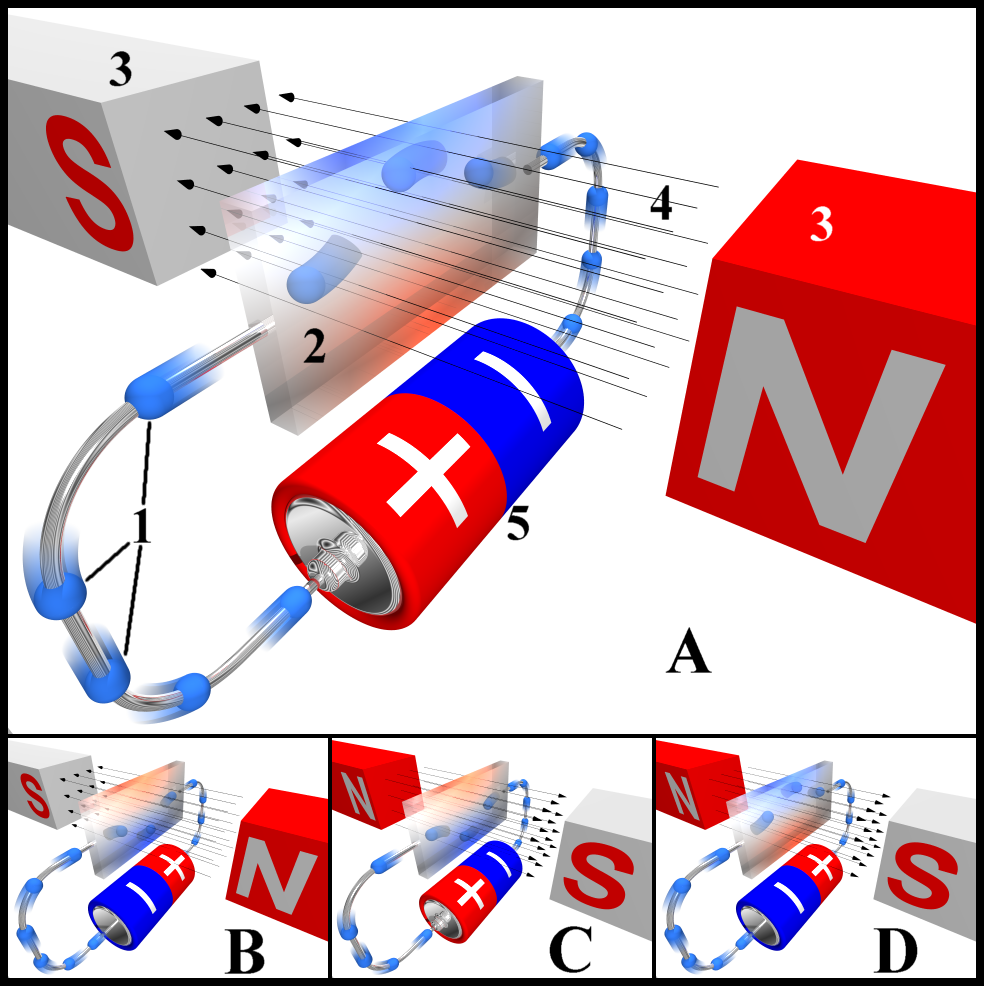
Cơ chế hiệu ứng Hall trên một thanh Hall kim loại. 1: electron. 2: thanh Hall. 3: nam châm. 4: từ trường. 5: nguồn điện. Màu đỏ trên thanh Hall thể hiện sự tập trung của điện tích dương, còn màu xanh, ngược lại, là nơi tập trung điện tích âm. Trên các hình B, C, D, chiều của nguồn điện và/hoặc từ trường được đổi ngược.

Hiệu ứng Hall được giải thích dựa vào bản chất của dòng điện chạy trong vật dẫn điện. Dòng điện này chính là sự chuyển động của các điện tích (ví dụ như electron trong kim loại). Khi chạy qua từ trường, các điện tích chịu lực Lorentz bị đẩy về một trong hai phía của thanh Hall, tùy theo điện tích chuyển động đó âm hay dương. Sự tập trung các điện tích về một phía tạo nên sự tích điện trái dầu ở 2 mặt của thanh Hall, gây ra hiệu điện thế Hall.
Công thức liên hệ giữa hiệu thế Hall, dòng điện và từ trường là:
VH = (IB)/(den)
với VH là hiệu thế Hall, I là cường độ dòng điện, B là cường độ từ trường, d là độ dày của thanh Hall, e là điện tích của hạt mang điện chuyển động trong thanh Hall, và n mật độ các hạt này trong thanh Hall.
Công thức này cho thấy một tính chất quan trọng trong hiệu ứng Hall là nó cho phép phân biệt điện tích âm hay dương chạy trong thanh Hall, dựa vào hiệu thế Hall âm hay dương. Hiệu ứng này lần đầu tiên chứng minh rằng, trong kim loại, electron chứ không phải là proton được chuyển động tự do để mang dòng điện. Điểm thú vị nữa là, hiệu ứng cũng cho thấy trong một số chất (đặc biệt là bán dẫn), dòng điện được mang đi bởi các lỗ trống(có điện tích tổng cộng là dương) chứ không phải là electron đơn thuần.
Khi từ trường lớn và nhiệt độ hạ thấp, có thể quan sát thấy hiệu ứng Hall lượng tử, thể hiện sự lượng tử hóa điện trở của vật dẫn.
Với các vật liệu sắt từ, điện trở Hall bị tăng lên một cách dị thường, được biết đến là hiệu ứng Hall dị thường, tỷ lệ với độ từ hóa của vật liệu. Cơ chế vật lý của hiệu ứng này hiện vẫn còn gây tranh cãi.

## Ứng dụng
Hiệu ứng Hall được sử dụng chủ yếu trong các thiết bị đo, đầu dò. Các thiết bị này thường phát ra tín hiệu rất yếu và cần được khuếch đại. Đầu thế kỷ 20, các máy khuếch đại dùng bóng chân không quá tốn kém, nên các đầu đo kiểu này chỉ được phát triển từ khi có công nghệ vi mạch bán dẫn. Ngày nay, nhiều "đầu dò hiệu ứng Hall" chứa sẵn các máy khuếch đại bên trong.

### Đo cường độ dòng điện
Xem thêm Ampe kế

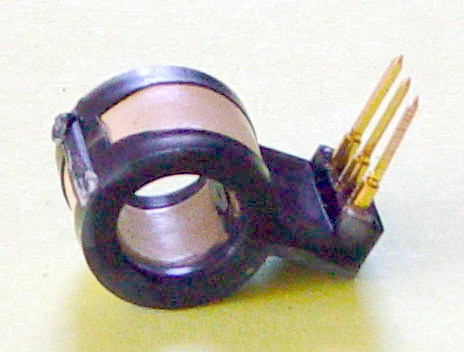
Đầu đo dòng điện dùng hiệu ứng Hall, có sẵn khuếch đại. Đường kính 8 mm.

Hiệu ứng Hall nhạy cảm với từ trường, mà từ trường được sinh ra từ một dòng điện bất kỳ, do đó có thể đo cường độ dòng chạy qua một dây điện khi đưa dây này gần thiết bị đo. Thiết bị có 3 đầu ra: một dây nối đất, một dây nguồn để tạo dòng chạy trong thanh Hall, một dây ra cho biết hiệu thế Hall. Phương pháp đo dòng điện này không cần sự tiếp xúc cơ học trực tiếp với mạch điện, hầu như không gây thêm điện trở phụ của máy đo trong mạch điện, và không bị ảnh hưởng bởi nguồn điện (có thể là cao thế) của mạch điện, tăng tính an toàn cho phép đo. Có vài cách để đưa dây điện mang dòng vào gần thiết bị đo như sau:

#### Cuốn dòng cần đo
Dòng điện cần đo có thể được cuốn quanh thiết bị đo. Các độ nhạy ứng với các cường độ dòng điện khác nhau có thể được thay đổi bằng số vòng cuốn quanh thiết bị đo. Phương pháp này thích hợp cho các ampe kế lắp vĩnh cửu vào cùng mạch điện.

#### Kẹp vào dòng cần đo
Thiết bị được kẹp vào dây dẫn điện. Phương pháp này dùng trong kiểm tra đo đạc, không lắp vĩnh cửu cùng mạch điện.

### Tính nhân
Về cơ bản ứng dụng này dựa vào công thức của hiệu ứng Hall: hiệu thế Hall là tích của cường độ dòng điện (tỷ lệ với hiệu điện thế áp dụng lên thanh Hall, nhờ định luật Ohm) với cường độ từ trường (có thể được sinh ra từ một cuộn cảm, tỷ lệ với hiệu điện thế áp dụng lên cuộn cảm).

#### Đo công suất điện
Công suất tiêu thụ của một mạch điện là tích của cường độ dòng điện và hiệu điện thế trên mạch. Vậy có thể đo công suất này bằng cách đo dòng điện (như mô tả ở trên) đồng thời với việc dùng hiệu điện thế của mạch điện để nuôi dòng qua thanh Hall. Phương pháp như vậy có thể được cải tiến để đo công suất dòng điện xoay chiều trong sinh hoạt dân dụng.
Nó thường chính xác hơn các thiết bị truyền thông và ít gây cản trở dòng điện

### Xác định vị trí và chuyển động
Hiệu ứng Hall có thể dùng để xác định vị trí cơ học. Các thiết bị kiểu này không có một chi tiết cơ học chuyển động nào và có thể được chế tạo kín, chịu được bụi, chất bẩn, độ ẩm, bùn lầy... Điều này giúp các thiết bị này có thể đo đạc vị trí tiện hơn dụng cụ quang học hay cơ điện.

#### Khởi động ô-tô
Khi quay ổ khóa khởi động ô tô, một nam châm gắn cùng ổ khóa quay theo, gây nên thay đổi từ trường, được cảm nhận bởi thiết bị dùng hiệu ứng Hall. Phương pháp này tiện lợi vì nó không gây hao mòn như phương pháp cơ học khác.

#### Dò chuyển động quay
Việc dò chuyển động quay tương tự như trên rất có ích trong chế tạo hệ thống hãm phanh chống trượt nhạy bén hơn của ô tô, giúp người điều khiển xe dễ dàng hơn.

## Lịch sử khám phá
Năm 1878, Edwin Herbert Hall, khi đang là sinh viên của trường Đại học Johns Hopkins, đọc quyển sách "Luận về thuyết Điện từ" viết bởi James Clerk Maxwell. Ông đã thắc mắc với giáo sư của mình là Henry Rowland về một nhận xét của Maxwell rằng "lực điện từ đặt lên dây dẫn không tác dụng trực tiếp lên dòng điện mà tác động lên dây dẫn mang dòng điện đó". Rowland cũng nghi ngờ tính xác thực của kết luận đó nhưng những kiểm tra bằng thực nghiệm của ông đã không mang lại kết quả phản bác.
Hall quyết định tiến hành nhiều thí nghiệm và cũng đã thất bại. Cuối cùng, ông làm lại thí nghiệm của Rowland, nhưng thay thế dây dẫn kim loại trong thí nghiệm này bằng một lá vàng mỏng. Hall đã nhận thấy từ trường làm thay đổi sự phân bố điện tích trong lá vàng và làm lệch kim của điện kế nối với các mặt bên của nó. Thí nghiệm đã không chỉ thỏa mãn thắc mắc của Hall về nhận xét của Maxwell, mà đã khẳng định bản chất dòng điện trong kim loại.
Ngày nay, ta biết là điều kiện thí nghiệm thời ấy chỉ tạo được từ trường yếu và hiệu ứng chỉ quan sát được khi kim loại dẫn điện rất tốt như vàng. Hall đã đi đúng hướng khi sử dụng vàng trong thí nghiệm của mình, để khám phá ra một hiệu ứng cơ bản trong vật lý chất rắn hiện đại.
Phát hiện này cũng đã mang lại cho Hall một vị trí tại trường Đại học Harvard. Công trình của ông được xuất bản năm 1879. Năm 1881, sách của Maxwell được tái bản lần hai với chú thích: "Ông Hall đã phát hiện rằng một từ trường ổn định có thể làm thay đổi chút ít sự phân bố dòng điện trong phần lớn các dây dẫn, vì vậy tuyên bố của Maxwell chỉ được xem như là gần đúng."
Hiệu ứng Hall không chỉ được ứng dụng trong nhiều ngành công nghệ từ cuối thế kỷ 20, mà còn là tiền đề cho các khám phá tương tự cùng thời kỳ này như hiệu ứng Hall lượng tử, một hiệu ứng đã mang lại giải thưởng Nobel vật lý cho người khám phá ra nó.